# Raúl Campero
Raúl Campero Núñez (né le 29 novembre 1919 à San Blas (Nayarit), mort le 31 octobre 1980 à Nogales (Sonora)) est un cavalier mexicain de concours complet.

## Carrière

### Militaire
Raúl Campero est capitaine lors de sa participation aux Jeux olympiques d'été de 1948.

### Sportive
Raúl Campero, avec le cheval Hatuey, remporte en 1946 des prix importants en Amérique du Nord. Il termine premier des épreuves internes du Mexique pour la qualification aux Jeux olympiques
Aux Jeux olympiques d'été de 1948 à Londres, il est 22e de l'épreuve individuelle et médaille de bronze de l'épreuve par équipes.